# Unione sindacale svizzera
L'Unione sindacale svizzera (in tedesco Schweizerische Gewerkschaftsbund e in francese Union syndicale suisse), in breve SGB|USS è la più grande confederazione sindacale svizzera.

## Descrizione
La Unione sindacale svizzera è stata fondata a Olten nel novembre 1880, dallo scioglimento e rifondazione della precedente Unione operaia svizzera.
Il sindacato riunisce 19 organizzazioni affiliate. Insieme rappresentano complessivamente circa 316'000 persone.
La USS fa parte della Confederazione sindacale internazionale e della Confederazione europea dei sindacati.

## Membri

### Membri effettivi
| Sigla          | Nome                                                         | Descrizione                                                                            |
| -------------- | ------------------------------------------------------------ | -------------------------------------------------------------------------------------- |
| UNIA           | UNIA                                                         | Sindacato dei lavoratori delle categorie del settore privato                           |
| SEV            | Sindacato del personale dei trasporti                        | Sindacato del settore del trasporto pubblico.                                          |
| VPOD-SSP       | Sindacato del personale dei servizi pubblici e sociosanitari | Sindacato dei lavoratori dei servizi pubblici e sociosanitari                          |
| syndicom       | syndicom                                                     | Sindacato dei media e della comunicazione                                              |
| PVB-APC        | Associazione del personale della Confederazione              | Sindacato dei lavoratori delle amministrazioni pubbliche della Confederazione Svizzera |
| SBPV-ASEB-ASIB | Associazione svizzera degli impiegati di banca               | Sindacato dei lavoratori nel settore bancario                                          |
| AvenirSocial   | Berufsverband Soziale Arbeit Schweiz                         | Sindacato dei lavoratori dei servizi sociali, socio-educativi e socio-culturali        |
| SSM            | Sindacato svizzero dei media                                 | Sindacato dei lavoratori della radio e della televisione                               |
| Garanto        | Garanto                                                      | Sindacato del personale delle dogane e delle guardie di confine                        |
| SMPV-SSPM      | Società Svizzera di Pedagogia Musicale                       | Sindacato degli insegnanti di musica e dei pedagoghi musicali                          |
| Kapers         | Cabin Crew Union                                             | Sindacato del personale di volo (cabin crew)                                           |
| ESPA           | Easyjet Switzerland Pilots' Association                      | Sindacato dei piloti EasyJet svizzeri                                                  |
| Helvetica      | Swiss Controllers Association                                | Sindacato dei controllori di volo                                                      |
| USDAM          | Unione Svizzera degli Artisti Musicisti                      | Sindacato degli artisti musicali                                                       |
| Nautilus       | Nautilus International                                       | Sindacato dei lavoratori marittimi                                                     |
| New Wood       | New Wood                                                     | Sindacato dei lavoratori delle Nazioni Unite a Ginevra e nel resto delle sedi svizzere |
| SPV            | Société pédagogique vaudoise                                 | Sindacato valdese degli insegnanti e pedagogisti                                       |

### Membri associati
| Sigla             | Nome                                                         | Descrizione                                              |
| ----------------- | ------------------------------------------------------------ | -------------------------------------------------------- |
| SZENE-SCÉNE-SCENA | Associazione dei professionisti delle arti sceniche          | Sindacato dei lavoratori nel settore delle arti sceniche |
| SIT               | Syndicat interprofessionnel de travailleuses et travailleurs | Sindacato interprofessionale                             |

### Membri osservatori
| Sigla     | Nome                                                              | Descrizione                                 |
| --------- | ----------------------------------------------------------------- | ------------------------------------------- |
| ZV        | Impiegati del settore pubblico Svizzera                           | Sindacato degli impiegati pubblici svizzeri |
| Impressum | Impressum                                                         | Sindacato degli operatori della stampa      |
| SBK-ASI   | Schweizer Berufsverband der Pflegefachfrauen und Pflegefachmänner | Sindacato degli operatori infermieristici   |

## Presidenti
- 1884–1886: Ludwig Witt
- 1886–1886: Johann Kappes
- 1886–1888: Ludwig Witt
- 1888–1888: Albert Spiess
- 1888–1890: Georg Preiss
- 1890–1891: Rudolf Morf
- 1891–1893: Conrad Conzett
- 1893–1894: Eduard Hungerbühler
- 1894–1896: Eduard Keel
- 1896–1898: Lienhard Boksberger
- 1898–1900: Alois Kessler
- 1900–1902: Heinrich Schnetzler
- 1902–1903: Niklaus Bill
- 1903–1908: Karl Zingg
- 1909–1912: Emil Ryser
- 1912–1934: Oskar Schneeberger
- 1934–1953: Robert Bratschi
- 1954–1958: Arthur Steiner
- 1958–1968: Hermann Leuenberger
- 1969–1973: Ernst Wütrich
- 1973–1978: Ezio Canonica
- 1978–1982: Richard Müller
- 1982–1990: Fritz Reimann
- 1990–1994: Walter Renschler
- 1994–1998: Christiane Brunner e Vasco Pedrina
- 1998–2019: Paul Rechsteiner
- dal 2019: Pierre-Yves Maillard